# Japanska F3-mästerskapet 2003
Japanska F3-mästerskapet 2003 vanns av James Courtney från Australien.

## Delsegrare
| Bana    | Vinnare         | Vinnare         |
| ------- | --------------- | --------------- |
| Suzuka  | James Courtney  | Yuji Shibata    |
| Fuji    | James Courtney  | James Courtney  |
| Aida    | James Courtney  | James Courtney  |
| Motegi  | Paolo Montin    | Paolo Montin    |
| Suzuka  | Shinya Hosokawa | Paolo Montin    |
| Sugo    | James Courtney  | James Courtney  |
| Tsukuba | Koji Yamanishi  | Tastuya Kataoka |
| Sugo    | James Courtney  | James Courtney  |
| Mine    | James Courtney  | James Courtney  |
| Motegi  | James Courtney  | James Courtney  |

## Slutställning
| Plats | Förare             | Poäng |
| ----- | ------------------ | ----- |
| 1     | James Courtney     | 305   |
| 2     | Paolo Montin       | 209   |
| 3     | Tastuya Kataoka    | 207   |
| 4     | Ronnie Quintarelli | 200   |
| 5     | Naoki Yokomizo     | 109   |
| 6     | Shinya Hosokawa    | 87    |